# طيران جي إكس
خطوط خليج غوانغزبي بيبو الجوية () أو ببساطة شركة طيران جي إكس، هي شركة طيران صينية مقرها في مطار نانينغ الدولي. وهو مشروع مشترك بين خطوط تيانجين الجوية ومجموعة خليج غوانغزبي بيبو الاستثمارية.

## التاريخ
طيران جي إكس وهو مشروع مشترك بين خطوط تيانجين الجوية ومجموعة خليج غوانغزبي بيبو الاستثمارية. تمتلك خطوط تيانجين الجوية 70٪ (21 مليار يوان) وتملك المجموعة الاستثمارية 30٪ (9 مليار يوان) من شركة الطيران. تلقت الشركة أول طائرة لها، وهي إمبراير 190 مستأجرة من خطوط تيانجين الجوية، وشغلتها في 1 فبراير 2015.
قامت شركة الطيران بأول رحلة لها في 13 فبراير من نفس العام، بين قاعدتها في ناننينغ وهايكو، مقاطعة هاينان.
اعتبارًا من يناير 2023، تمتلك شركة الطيران أسطولًا مكونًا من ثماني طائرات من طراز إمبراير 190. تخطط الشركة أيضًا لبدء رحلاتها إلى هونغ كونغ وتايوان وماكاو ووجهات في شمال شرق وجنوب شرق آسيا.

## الأسطول
اعتبارًا من سبتمبر 2019، يشغل طيران جي إكس الطائرات التالية:
| الطائرة                  | في الخدمة | مطلوبة | الركاب | مراجع        |
| ------------------------ | --------- | ------ | ------ | ------------ |
| إيرباص إيه 320           | 7         | —      | 180    | [ 9 ] [ 10 ] |
| عائلة إيرباص إيه 320 نيو | 4         | —      | 186    | [ 11 ]       |
| إمبراير اي-جت            | 17        | —      | 106    | [ 12 ]       |
| امجموع                   | 28        | —      |        |              |